# Jim Morrison
James Douglas »Jim« Morrison, ameriški rock pevec, član skupine The Doors, * 8. december 1943, Melbourne, Florida, ZDA, † 3. julij 1971, Pariz, Francija.

## Zgodnje življenje
James Douglas Morrison se je rodil Georgeu Stephenu in Clari Clark v mestu Melbourne na Floridi v ZDA. Starši so bilo zaposleni v ameriški mornarici, zato je tudi mali Jim z njima neprestano potoval od baze do baze in imel zaradi tega zelo malo dobrih prijateljev. Njegov oče je bil zelo strog in avtoritativen mož.
Jimovo neobičajno življenje se je začelo že v otroštvu. Morrisonovi so namreč nekega dne v puščavi peljali mimo kraja, kjer se je zgodila huda prometna nesreča, in Jima je pogled na trupla sedmih Indijancev, ki so ležali ob cesti, močno pretresel.
Kasneje se je izkazalo, da ga je ta prizor spremljal vse življenje, saj je sam kasneje dejal: »Takrat sem se prvič srečal s smrtjo. Ker sem bil še otrok, nisem smel iz avtomobila. Od tam sem videl samo rdečo barvo in ljudi, ki so ležali naokoli, a slutil sem, da se je zgodilo nekaj strašnega, saj sem občutil vznemirjenje in grozo ljudi okoli mene. V tistem trenutku sem prvič občutil strah in močno verjamem, da so se takrat duše vseh umrlih Indijancev naselile v meni.« Morrison je kasneje ta dogodek opisal v pesmi Peace Frog.

## Najstniška leta
Jim je leta 1961 uspešno končal šolanje na srednji šoli v Virginiji, a so starši menili, da je neukrotljiv, zato so ga obupani poslali k starim staršem na Florido. V tistem času je namreč veliko bral dela Friedricha Nietzcheja in Jean-Paula Sartra, spravljal ob živce učitelje in sošolce ter se prvič srečal z alkoholom. Kasneje je pretrgal vse stike s svojimi strogimi, konzervativnimi starši - leta 1967 je v nekem intervjuju celo dejal, da sta oba mrtva.
Na Floridi je nadaljeval šolanje na kolidžu St. Petersburg Junior ter kasneje na univerzi Florida State. Leta 1962 je na plaži spoznal Mary Werbelo, ki se je leta 1964 preselila v Kalifornijo. Jim je zapustil Florido in odšel za njo. A ljubezen ni trajala dolgo, saj ga je že naslednje leto Mary zapustila. Nekateri poznavalci predvidevajo, da ji je Jim v spomin na njuno slovo posvetil pesmi The End ali Chrystal Ship.
V Los Angelesu je študiral filmsko režijo, njegova sošolca pa sta bila danes slavna režiserja Francis Ford Coppola in George Lucas. Na študiju je spoznal tudi mladega hipija Raya Manzarka, ki je za svoj največji dosežek štel to, da je posnel študentski film s svojim razgaljenim švedskim dekletom v glavni vlogi.

## Rojstvo Doorsov in iskanje »vrat zaznavanja«
Niti Morrison niti njegov prijatelj Manzarek pa nista postala režiserja. Ko sta nekega dne zapravljala čas na plaži, je Jim začel osvajati neko dekle v bikiniju, zato je na papir zanjo spisal pesmico Hello, I Love You. Manzarku, ki je igral klaviature, se je pesem zdela zelo poslušljiva in dogovorila sta se, da bosta skupaj poskušala uspeti z glasbo. Povabila sta še bobnarja Johna Densmora in kitarista Robbieja Kriegerja in skupina The Doors je bila ustanovljena.
Idejo za to ime so dobili po naslovu knjige Aldousa Huxleyja The Doors of Perception (Vrata zaznavanja), ki pa si je naslov izposodil v eni od pesmi Williama Blaka: »Ko bomo očistili vrata zaznavanja, bodo stvari postale takšne, kot v resnici so - neskončne.«
Morrison je nekoč tako razložil ime skupine: »Obstajajo tako poznane kot nepoznane stvari - in med njimi so vrata.« Jimova pot do »vrat zaznavanja« je takrat že vključevala jemanje različnih substanc, najpogosteje LSD-ja in alkohola, čeprav ni okleval in je poskusil vse, kar mu je prišlo pod roke. Doorsi na začetku niso bili preveč uspešni, saj Morrison ni bil vešč petja in je le stežka zadel tone. Vendar je veliko vadil in njegovo petje je postalo zadovoljivo. Konec koncev pa tehnično dovršeno petje nikoli ni bilo glavni razlog za uspeh skupine - glavni sta bili dve lastnosti, ki jih je Morrison vnesel v skupino - neskončna karizma in temačna besedila.

## Zasebno življenje
Morrison, ki je živel zelo boemsko življenje, je v nočnem klubu na Sunset Stripu spoznal Pamelo Courson, ki je dala nov pomen izrazu »neskončno trpljenje«. Njuna zveza je imela mnogo vzponov in padcev, vključevala je tudi verbalno nasilje, pogosto drogiranje in nebrzdano ljubimkanje z drugimi partnerji. A privlačnost med njima ni izginila in Pamela je ostala edina Jimova žena.
Ko so Doorsi nastopali po različnih lokalih v Los Angelesu, nihče ni mogel spregledati Jimove neskončne karizme na odru. Hkrati pa je tudi Morrison užival, ko je nastopal in pod seboj čutil energijo občinstva, ki je delalo to, kar jim je on ukazal. Leta 1967 je skupina podpisala pogodbo z založbo Elektra Records in izdala prvi singel Break on Through, ki ga je napisal Morrison. Pesem je postala uspešnica, nad njo pa so bili navdušeni tako glasbeni kritiki kot množice. Sledila je pesem Light My Fire, ki je dosegla še večji uspeh. Njihov album je dosegel zlato naklado. Doorsi so prišli na sceno.
Skupina je postala ena izmed najbolj priljubljenih rockovskih skupin vseh časov, saj je bilo njihovo mešanje bluza, džeza in rocka nekaj, kar ni bilo do tedaj še nikoli slišano. Vse skupaj pa je začinil še Morrisonov globok glas.

## Alkoholizem
Pevec pa se po uspehih ni umiril. Prav nasprotno. Pijan je na koncertih še bolj manipuliral z množico, njegovo zasebno življenje pa mu je ušlo izpod nadzora. Odtujeni družinski člani so novice o njegovi slavi prebirali v časopisih, zato so prišli na enega od njegovih koncertov, kjer jih je Jim zmerjal in preklel. Koncerte so imeli po vsej državi in Morrison je občinstvo vztrajno zmerjal. V tistem času naj bi zapeljal tudi Janis Joplin in jo nato pustil v solzah.
Ko je skupina ustvarjala drugi album, so Morrisonova besedila postajala vse bolj militantna, na primer v pesmih Five to One in The Unknown Soldier. Na koncertih in za odrom je postajal vse bolj navdušen nad avtoritativnimi osebnostmi in na koncertu v New Havnu so ga prvič aretirali zaradi nespodobnosti na javnem mestu.
Morrisonov alkoholizem je z uspehi Doorsov le še naraščal in njihovi koncerti so bili pogosto v znamenju Morrisonove opitosti, ki je puščala škodo tudi na njegovem glasu. Doorsi so na koncertih obiskovalce spravljali v blaznost in nemalokrat so po zraku letela oblačila oboževalcev. Leta 1969 na še enem iz množice razprodanih koncertov, ko je bil Morrison pijan kot še nikoli, se je zgodil incident. Občinstvo je zmerjal z idioti, nato pa naj bi se množici tudi razgalil.
Njegovo početje ni ostalo nekaznovano - tri dni zatem je mesto Miami izdalo zaporni nalog za Morrisona, v katerem je bil obtožen nespodobnosti na javnem mestu, bogokletnosti in pijanosti. Čeprav so bili takšni in podobni Morrisonovi izpadi tisto, kar je množica pričakovala, saj so bili neločljivo povezani s podobo Doorsov, so se mediji tokrat obrnili proti njemu. Jimov odgovor na medijsko gonjo je bil še več pitja in drog. Na sojenju je o njegovem primeru odločala porota, sestavljena izključno iz ljudi, starejših od 40 let, in vidno nerazumevajoč sodnik. Sojenje Morrisonu, ki je trajalo dva meseca v letu 1970 in je bilo prava polomija, se je končalo z obsodbo.

## Selitev v Pariz
Ko so Doorsi izdali šesti studijski album L. A. Woman, ki je požel velik uspeh, sta se Jim in žena Pamela odločila, da se bosta za nekaj časa umaknila. Jim naj bi bil zaskrbljen zaradi Pamelinega drogiranja, Pamela pa zaradi Jimovega alkoholizma. Marca leta 1971 sta se zato preselila v Pariz, kjer se je Morrison lahko posvetil pesništvu in poskusil pozabiti na rokenrol, slavo in divje življenje v ZDA.
Do prihoda v Pariz je Jimovo življenje jasno in raziskano, kaj pa se je dogajalo v Franciji, je še danes zavito v skrivnost in pojavile so se različne razlage. Nesporno je le to, da je Jim v Parizu le redko stopil v stik s preostalimi člani skupine, ko pa je, jim pa je navdušen razlagal o novih idejah in pesmih.

## Smrt
Po smrti Janis Joplin in Hendrixa, 3. julija 1971 je Jim Morrison umrl v kopalni kadi svojega stanovanja v Parizu. Umrl je pri 27. letih in se tako pridružil Klubu 27. Umrl je zaradi srčnega napada, ki ga je povzročila smrtonosna kombinacija alkohola in mamil. Edina, ki je videla njegovo truplo, je bila žena Pamela, ki naj bi nato poklicala nekega zdravnika, ki je podpisal mrliški list. Žena Pamela je nekaj let kasneje naredila samomor. Pogreb je potekal hitro in stran od oči javnosti. Krsta je bila zaprta, nato pa so jo zakopali na pokopališču Père Lachaise v Parizu. 
Skupina The Doors je  prenehala z ustvarjanjem kmalu po Jimovi smrti. Okoliščine njegove smrti še niso razčiščene.

## Teorije zarote
Po Morrisonovi smrti se je pojavilo mnogo teorij in govoric. Najširše sprejeta je ta, da je Jim umrl zaradi heroina, a težava je v tem, da naj bi Jim kljub jemanju vseh drugih drog heroin močno sovražil. Nekateri zato predvidevajo, da mu je Pamela ponudila heroin pod pretvezo, da je kokain. Druge teorije pravijo, da je umrl zaradi drugih substanc, na primer kokaina in alkohola, ali pa se je zadušil zaradi bruhanja. Pojavljajo se celo govorice, da je zaradi svojih uporniških idej postal nevaren, zato ga je usmrtila CIA.
Neka druga teorija trdi, da Jim Morrison sploh ni umrl. Pevec naj bi namreč nekaj dni pred odhodom v Pariz prijateljem zaupal, da načrtuje uprizoritev lastne smrti, da bi tako pobegnil slavi in vsem nevarnim vplivom. Želel si je oditi v Afriko med primitivna plemena ter si spremeniti ime v Mr. Mojo Risin, kar je anagram njegovega priimka, ki ga je uporabil že v refrenu pesmi L. A. Woman. Njegov drugi vzdevek je bil Kralj kuščarjev po pesmi Kuščarjevo praznovanje.

## Zapuščina
Jim Morrison po toliko letih  še vedno ostaja eden izmed najbolj priljubljenih in vplivnih pevcev v zgodovini rockovske glasbe. Pesmi skupine The Doors se namreč še vedno vrtijo po glasbenih postajah po celem svetu. Še danes Morisson ostaja prototip rockovske zvezde - ljudje ga imajo za uporniškega, privlačnega in skrivnostnega.
Usnjene hlače, ki jih je nosil na koncertih, so postale zaščitni znak vseh izvajalcev rocka. Morrison je vplival tudi na mnoge kasnejše glasbene zvezde, na primer na Patti Smith, Iggyja Popa, Iana Astburyja, predvsem pa na razvpitega Marilyna Mansona.

## Zasedba skupine The Doors
- Jim Morrison - vokal
- Ray Manzrek - back vokal, klaviatura
- Robby Krieger - kitara
- John Densmore - bobni

## Albumi skupine The Doors

### Studijski albumi
- The Doors (1967)
- Strange Days (1967)
- Waiting for the Sun (1968)
- The Soft Parade (1969)
- Morrison Hotel (1970)
- L.A. Woman (1971)
- An American Prayer

### Koncertni albumi
- Absolutely Live
- Alive, She Cried
- Live at the Holywood Bowl
- In Concert

### Brez Jima Morrisona
- Other Voices
- Full Circle